# 皮夏特卡河
皮夏特卡河（烏克蘭語：Піщатка），是烏克蘭的河流，位於該國西部，屬於加帕河的右支流，發源自庫斯尼夏東北面，流經沃倫州，河道全長28公里，流域面積271平方公里。